# レイヴンズパス
レイヴンズパス (Raven's Pass) はイギリスの競走馬、種牡馬。2008年のクイーンエリザベス2世ステークス、ブリーダーズカップ・クラシック優勝馬。

## 競走馬時代

### 2007年
デビュー戦は8番人気と低評価だったが、危なげなく勝利すると、G3のソラリオステークスまで3連勝した。続くデューハーストステークスでもニューアプローチの3着と好走し、翌年のクラシック戦線の有力馬の一頭とみなされるようになる。

### 2008年
年が明けてからはマイル路線を中心に出走した。ヘンリーザナビゲーターを前に、好走するも勝ちきれないレースが続いた。2000ギニーステークスでは4馬身以上あったヘンリーザナビゲーターとの差は徐々に縮まっていき、クイーンエリザベス2世ステークスで同馬を抑えてG1初勝利を挙げた。
続くブリーダーズカップ・クラシックではランフランコ・デットーリに乗り替わり、初めてのオールウェザーコースに挑戦した。注目度は高くなく、6番人気に過ぎなかったが、本命とされていたカーリンを差し切り、ヘンリーザナビゲーターの追撃をも振り切り優勝した。欧州馬によるブリーダーズカップ・クラシックの制覇はアルカング以来15年ぶり、史上2頭目の快挙であった。このレースを最後に現役を引退することとなった。

### 競走成績
| 出走日         | 競馬場           | 競走名                  | 格 | 距離    | 着順 | 騎手           | 着差      | 1着（2着）馬        |
| -------------- | ---------------- | ----------------------- | -- | ------- | ---- | -------------- | --------- | ------------------- |
| 2007年07月17日 | ヤーマウス       | 未勝利S                 |    | 芝7f3y  | 1着  | D.キンセラ     | 1 1/4馬身 | (Always Ready)      |
| 2007年07月28日 | アスコット       | ウィンクフィールドS     |    | 芝7f    | 1着  | J.フォーチュン | 5馬身     | (Unnefer)           |
| 2007年09月01日 | サンダウン       | ソラリオS               | G3 | 芝7f16y | 1着  | J.フォーチュン | 7馬身     | (City Leader)       |
| 2007年10月20日 | ニューマーケット | デューハーストS         | G1 | 芝7f    | 3着  | J.フォーチュン | 3馬身     | New Approach        |
| 2008年04月17日 | ニューマーケット | クレイヴァンS           | G3 | 芝8     | 2着  | J.フォーチュン | 短頭      | Twice Over          |
| 2008年05月03日 | ニューマーケット | 2000ギニー              | G1 | 芝8f    | 4着  | J.フォーチュン | 4 1/2馬身 | Henrythenavigator   |
| 2008年06月17日 | アスコット       | セントジェームズパレスS | G1 | 芝8f    | 2着  | J.フォーチュン | 3/4馬身   | Henrythenavigator   |
| 2008年07月13日 | シャンティ       | ジャンプラ賞            | G1 | 芝1600m | 2着  | J.フォーチュン | 3/4馬身   | Tamayuz             |
| 2008年07月30日 | グッドウッド     | サセックスS             | G1 | 芝8f    | 2着  | J.フォーチュン | アタマ    | Henrythenavigator   |
| 2008年08月23日 | グッドウッド     | セレブレーションマイル  | G2 | 芝8f    | 1着  | J.フォーチュン | 1馬身     | (Bankable)          |
| 2008年09月27日 | アスコット       | クイーンエリザベス2世S  | G1 | 芝8f    | 1着  | J.フォーチュン | 1馬身     | (Henrythenavigator) |
| 2008年10月25日 | サンタアニタ     | BCクラシック            | G1 | AW10f   | 1着  | L.デットーリ   | 1 3/4馬身 | (Henrythenavigator) |

## 種牡馬時代
2009年よりアイルランド・キルダンガンスタッドにて種牡馬入りした。種付け料は4万ユーロ（約490万円）である。

### 主な産駒
- 2015年生
  - タワーオブロンドン - 京王杯2歳ステークス、アーリントンカップ、京王杯スプリングカップ、セントウルステークス、スプリンターズステークス
  - Matterhorn - マクトゥームチャレンジラウンド3
- 2016年生
  - Royal Marine - ジャン・リュック・ラガルデール賞
  - Romantic Proposal - フライングファイブステークス

### 母父としての主な産駒
- Mishriff - ジョッケクルブ賞、ドバイシーマクラシック、インターナショナルステークス、ギヨームドルナノ賞
- Saffron Beach - ロートシルト賞、サンチャリオットステークス、デュークオブケンブリッジステークス、アタランタステークス、オーソーシャープステークス
- Rouhiya - プール・デッセ・デ・プーリッシュ
- ライトオンキュー - 京阪杯

## 血統表
| レイヴンズパスの血統（ミスタープロスペクター系（レイズアネイティヴ系） / アウトクロス） | レイヴンズパスの血統（ミスタープロスペクター系（レイズアネイティヴ系） / アウトクロス） | レイヴンズパスの血統（ミスタープロスペクター系（レイズアネイティヴ系） / アウトクロス） | （血統表の出典） | （血統表の出典） |
| 父 Elusive Quality 1993 鹿毛                                                            | 父の父Gone West 1984 鹿毛                                                               | Mr. Prospector                                                                          | Raise a Native   | Raise a Native   |
| 父 Elusive Quality 1993 鹿毛                                                            | 父の父Gone West 1984 鹿毛                                                               | Mr. Prospector                                                                          | Gold Digger      |                  |
| 父 Elusive Quality 1993 鹿毛                                                            | 父の父Gone West 1984 鹿毛                                                               | Secrettame                                                                              | Secretariat      | Secretariat      |
| 父 Elusive Quality 1993 鹿毛                                                            | 父の父Gone West 1984 鹿毛                                                               | Secrettame                                                                              | Tamerett         |                  |
| 父 Elusive Quality 1993 鹿毛                                                            | 父の母Touch of Greatness 1986 鹿毛                                                      | Heros Honor                                                                             | Northern Dancer  | Northern Dancer  |
| 父 Elusive Quality 1993 鹿毛                                                            | 父の母Touch of Greatness 1986 鹿毛                                                      | Heros Honor                                                                             | Glowing Tribute  |                  |
| 父 Elusive Quality 1993 鹿毛                                                            | 父の母Touch of Greatness 1986 鹿毛                                                      | Ivory Wand                                                                              | Sir Ivor         | Sir Ivor         |
| 父 Elusive Quality 1993 鹿毛                                                            | 父の母Touch of Greatness 1986 鹿毛                                                      | Ivory Wand                                                                              | Natashka         |                  |
| 母 Ascutney 1994 黒鹿毛                                                                 | 母の父Lord at War 1980 鹿毛                                                             | General                                                                                 | Brigadier Gerard | Brigadier Gerard |
| 母 Ascutney 1994 黒鹿毛                                                                 | 母の父Lord at War 1980 鹿毛                                                             | General                                                                                 | Mercuriale       |                  |
| 母 Ascutney 1994 黒鹿毛                                                                 | 母の父Lord at War 1980 鹿毛                                                             | Luna de Miel                                                                            | Con Brio         | Con Brio         |
| 母 Ascutney 1994 黒鹿毛                                                                 | 母の父Lord at War 1980 鹿毛                                                             | Luna de Miel                                                                            | Good Will        |                  |
| 母 Ascutney 1994 黒鹿毛                                                                 | 母の母Right Word 1982 鹿毛                                                              | Verbatim                                                                                | Speak John       | Speak John       |
| 母 Ascutney 1994 黒鹿毛                                                                 | 母の母Right Word 1982 鹿毛                                                              | Verbatim                                                                                | Well Kept        |                  |
| 母 Ascutney 1994 黒鹿毛                                                                 | 母の母Right Word 1982 鹿毛                                                              | Oratorio                                                                                | Fleet Nasrullah  | Fleet Nasrullah  |
| 母 Ascutney 1994 黒鹿毛                                                                 | 母の母Right Word 1982 鹿毛                                                              | Oratorio                                                                                | Classicist       |                  |

- 母の全姉Words of Warの孫にアメリカズカップ（きさらぎ賞）、コレペティトール（京都金杯）。